# 長岡教育放送
長岡教育放送（ながおかきょういくほうそう）は、1953年（昭和28年）4月から1977年（昭和52年）3月にかけて開設されていた業務用の無線局（ただし、「放送局」と自称）である。

## 歴史

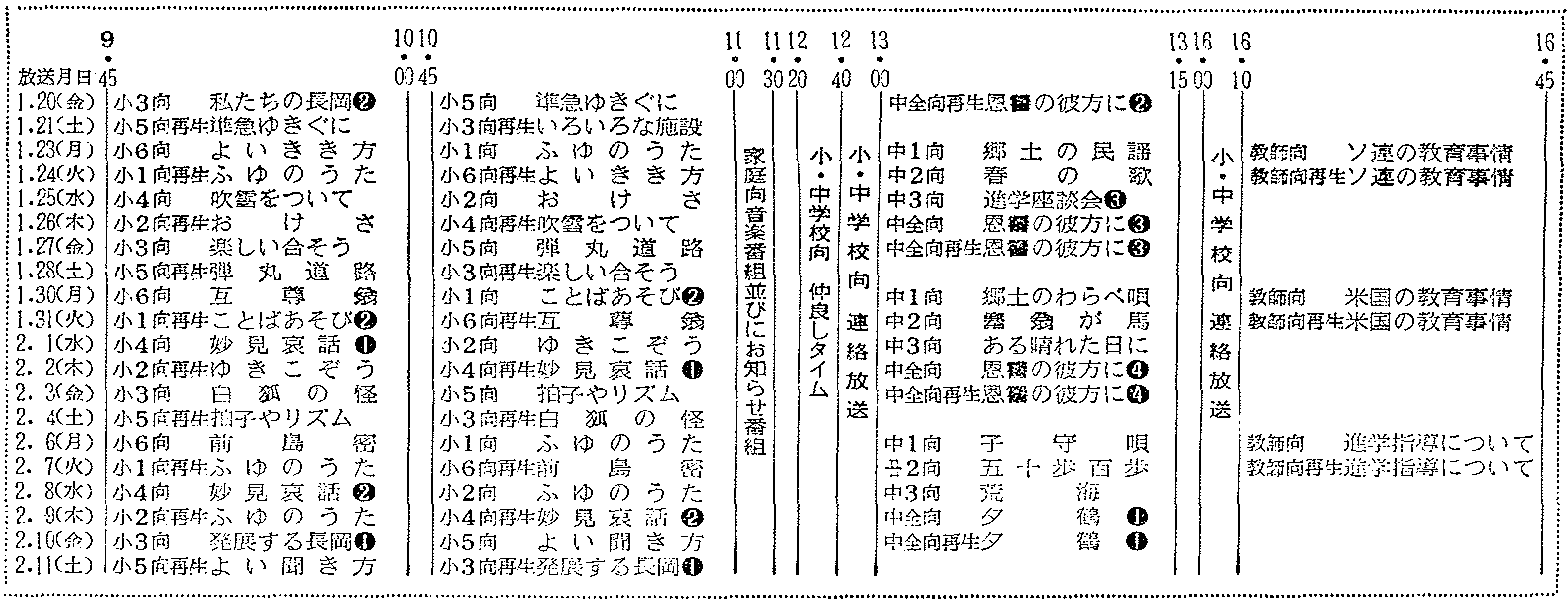
長岡教育放送局の番組表。1961年1〜2月分。『長岡市政だより』第77号（昭和36年（1961年）1月10日発行）より

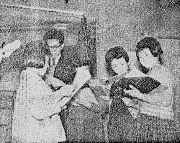
長岡教育放送局のスタジオの様子。『長岡市政だより』第78号（昭和36年（1961年）2月10日発行）より

新潟県長岡市の教育委員会が市内の教育向上を目指して設置された固定業務局。日本初の超短波放送局と称されることがあるが、放送局として免許されたものではない。日本の超短波放送局はNHKが1957年（昭和32年）に開始した試験放送が第一号。民間放送としては1960年（昭和35年）に東海大学が設立した実験局FM東海による放送および1969年（昭和44年）の愛知音楽放送（後のFM愛知）による本放送がそれぞれ第一号である。
長岡市立中島小学校にスタジオを設置し、市内の各学校に向けて教育番組を送信（電波法令上では同報通信という）し、専用の受信機にて受信した。これらの機器は松下電器により製造された。
この放送は、主に学校に向けて配信されたものであったが、設備さえあれば一般家庭での利用もすすめていた。しかし、当時、超短波放送（FM放送）が実施されていなかったため、家庭用受信機が市販されておらず、また、65Mc台に対応した受信機も市販されていなかった。そのため、長岡市教育委員会は、それが受信できるよう、家庭用ラジオ受信機に装着する周波数コンバーターを開発し、市民に向けた製作講習会を開催し、家庭での放送教育を推進しようとした。
長岡市は、この成功をもとに、周辺地域の小・中学校をも対象にするため、中波によるラジオ放送局の開設を構想、これは松田弘俊市長（当時）を発起人代表とする「ラジオ中越」設立へと発展し、1954年（昭和29年）2月に免許申請したものの、先に長岡市への開局を申請していたRNKラジオ新潟（現：BSN新潟放送）と競願になり、交渉によって程なく申請を取り下げた。
1955年（昭和30年）10月には、長岡市役所新庁舎（現：柳原分庁舎）にスタジオを移動して番組を更に充実させ、学校放送の他児童劇団出演の放送劇（ラジオドラマ）等も送信された。1961年（昭和36年）の長岡地震、1964年（昭和39年）の新潟地震では、地域に向けた災害復旧状況を提供する番組も送信するなど行政情報も行われていたようである。1964年（昭和39年）には読売教育賞を受賞。
その後、テレビ放送の開始、FM放送の普及および各種教育施設の充実にともない、1977年（昭和52年）3月末で閉局した。

## 免許の内容
| 無線局の種別     | 固定局                             |
| 無線局の設置場所 | 長岡市上中島五丁目127の1           |
| 免許人           | 長岡市教育委員会                   |
| 免許の年月日     | 昭和28年3月12日                    |
| 呼出名称         | ながおかし きょういく いいんかい   |
| 電波の型式       | F3（FM、現在はF3E）                |
| 周波数           | 65.51Mc（メガサイクル、現在はMHz） |
| 空中線電力       | 50W                                |